# 金明淳

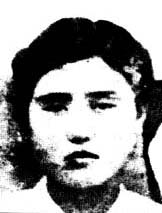
金明淳

金明淳（1896年1月20日—1951年6月22日），號彈實、望洋草，韓國女性作家、詩人、小說家、电影·话剧演员、記者。她是女性主義者，金一葉·羅蕙錫与韓國早期自由然愛主意者和自由性交主義者的一人。

## 外部連結
- 잊혀진 작고문인을 다시 보다 중앙일보 2009.01.14 